# Пелтіняса
Пелтіняса (рум. Păltineasa) — село у повіті Бистриця-Несеуд в Румунії. Входить до складу комуни Спермезеу.
Село розташоване на відстані 349 км на північний захід від Бухареста, 28 км на північний захід від Бистриці, 73 км на північний схід від Клуж-Напоки.

## Населення
За даними перепису населення 2002 року у селі проживала 131 особа, усі — румуни. Усі жителі села рідною мовою назвали румунську.